# 1896 en architecture
| Années de l'architecture : 1893 - 1894 - 1895 - 1896 - 1897 - 1898 - 1899    |
| Décennies de l'architecture : 1860 - 1870 - 1880 - 1890 - 1900 - 1910 - 1920 |

Cet article présente les faits marquants de l'année 1896 en architecture.

## Réalisations
- Construction de l’observatoire astronomique de l'université de l'Illinois, observatoire astronomique américain, à Urbana, dans le comté de Champaign, en Illinois.

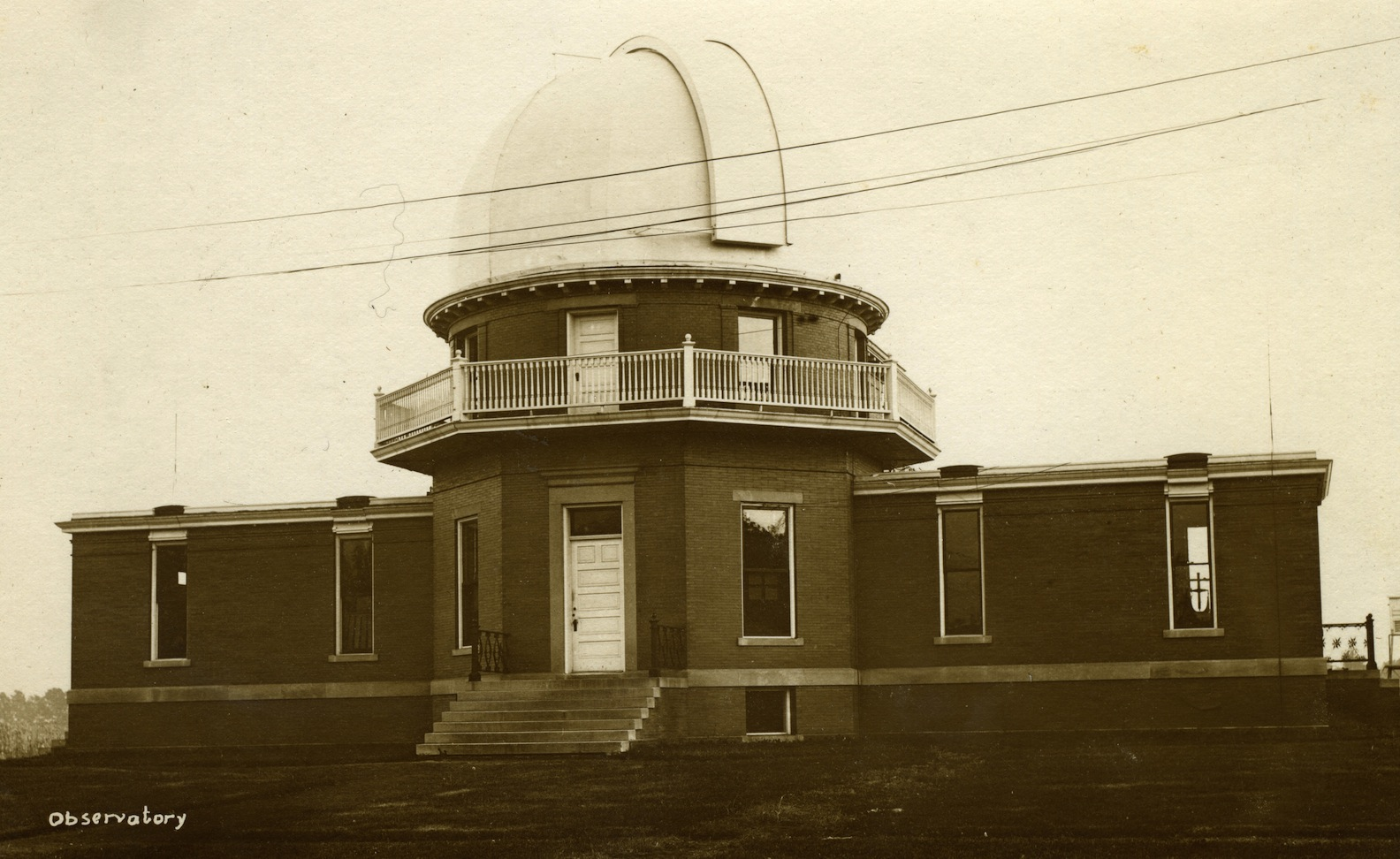
L'observatoire astronomique de l'université de l'Illinois en 1905.

## Événements
- Début de la construction de neuf immeubles d'habitation dans le style de l'historicisme à Wurtzbourg : Leistenstraße 1–9 et Leistenstraße 2–8.

## Récompenses
- Royal Gold Medal : Ernest George.
- Prix de Rome : Eugène Duquesne, premier grand prix ; Gustave Umbdenstock, premier second grand prix.

## Naissances
- 10 octobre : František Lydie Gahura, architecte tchèque.

## Décès
- 3 octobre : William Morris (° 24 mars 1834).